# インデペンデンシアスタジアム
インデペンデンシアスタジアム ((スペイン語発音: [Estadio Independencia]) は、1945年から1971年までチリのサッカー・クラブ、ウニベルシダ・カトリカ のホームスタジアムであった。収容人数は16,400人。同スタジアムでは、プロサッカーおよびボクシングなどの主要なイベントが開催された。